# 安達佑實大鍬形蟲
安達佑實大鍬形蟲(學名:Dorcus antaeus)是一種鍬形蟲。其種小名「antaeus」來自希臘神話中擁有大地之力的巨人安泰俄斯。中文名稱則是諧音誤植，與日本同名女星安達佑實並無關連。
由於體型巨大、外表亮麗、壽命長、飼養難度低等優點，使該物種為許多甲蟲愛好者青睞。在中國，安達佑實大鍬形蟲在2021年被列为二級保育動物， 捕獲或擁有安達佑實大鍬形蟲是犯法的。

## 特徵
安達佑實大鍬形蟲是大鍬形蟲屬中體重最重的一種，身形寬厚，帶有黑色金屬光澤，雄性下顎粗大彎曲。雄蟲體長33.8-89.0毫米，人工飼養情況下的最大紀錄為93.2毫米(2014年)；雌蟲31.0-48.0毫米。

## 生態
安達佑實大鍬形蟲分布於海拔1000公尺以上的熱帶與亞熱帶亞洲山區，如中國南部、南亞、東南半島與馬來半島，在日本南方也有少量族群分布。
成蟲壽命2-3年，屬夜行性，並有趨光性，以闊葉樹木汁液為食；幼蟲期以腐木為食，依環境與溫度差異，短約6個月，長約2年；蛹期約1個月，羽化後2個月成蟲才會離開蛹室。

## 個體群
安達佑實大鍬形蟲依體態差異可分為四大個體群:
- 喜馬拉雅個體群：產地包括印度東北部、尼泊爾、不丹、孟加拉。
- 東印度西緬甸個體群：產地包括印度東部、緬甸西部。
- 中南半島東緬甸個體群：產地包括緬甸東部、泰國、寮國、越南、中國。
- 馬來半島個體群：產地包括泰國南部、馬來西亞。

## 亞種
Dorcus antaeus antaeus 原名亞種-主要產在北印度、不丹、尼泊爾等地。是體型最大的亞種，內齒略為往前，最大紀錄為93mm (西山雅,2014)
Dorcus antaeus miyashitai 宮下氏亞種-這亞種的產在南印度、泰國、緬甸、寮國、中國、北越等 , 大顎跟身體更粗更短。內齒往中或偏向內，不過安达佑实大锹形虫會有產地跟個體差異，導致用內齒判斷不一定準確。所以要區分的話，配合光澤一起看比較準，這亞種的光澤較弱。
Dorcus antaeus datei 伊達氏亞種- 這亞種的主要產地為馬來西亞、越南南部等。
體型是家族中最小的，最大紀錄是82.7mm (梅村正信,2003)，大顎最粗也最彎，比例是家族中最粗壯的一隻